# 2012年の白馬岳大量遭難事故

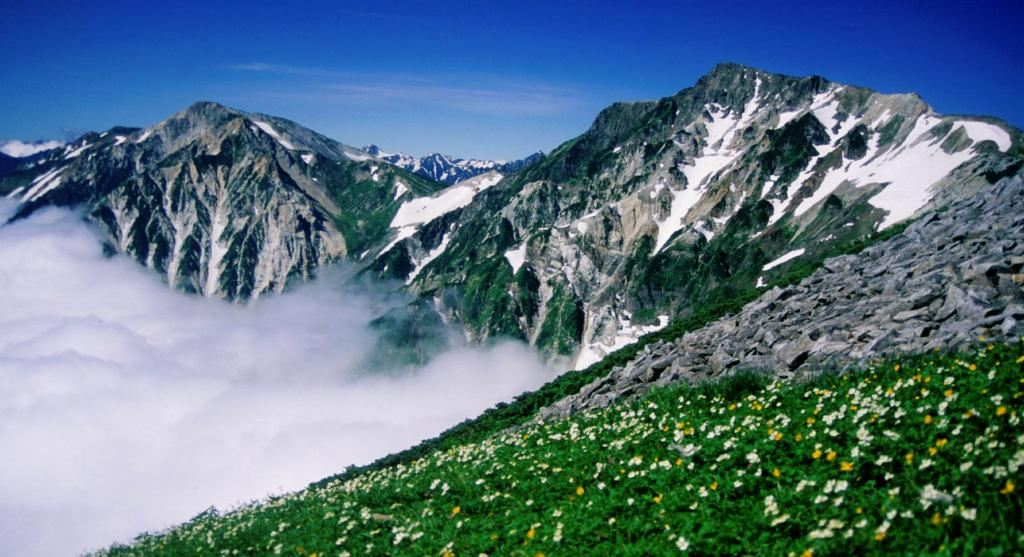
小蓮華山より望む白馬岳（2000年7月）

2012年の白馬岳大量遭難事故（2012ねんのしろうまだけたいりょうそうなんじこ）とは、2012年（平成24年）5月4日に飛騨山脈（北アルプス）・白馬岳（標高2,932メートル）を登山中の医師6人が低体温症で死亡した山岳遭難事故である。

## 概要
5月5日午前中、新潟県、長野県、富山県の3県に跨る「三国境」付近の稜線で、60代から70代の男性医師6人が倒れているのを登山者が発見したのが発端となって遭難事故が発覚した。発見時点で全員の服装がいずれもTシャツや雨具のような薄着、かつ全身が凍結したような状態であったことから「山を甘く見た登山初心者（の、集団）だったのでは」との見方があった。
しかし、死亡した医師の所属していた医師会の仲間によれば、70代で登山を始めた1人を除き、大学時代から登山を継続した者、日本国内3,000メートル級山頂をほぼ制覇した者、アフリカ最高峰キリマンジャロ（標高6,000メートル弱）登頂成功者、アルプスマッターホルン（標高4,000メートル級）登頂経験者というベテランが揃っていた。また、長野県の白馬村山岳遭難防止対策協会（遭対協）への取材の結果、一行は非常用の防寒装備としてダウンジャケットやツェルト（簡易テント）を携行していたことがわかった。5月7日にこれら遭難者の携行した荷物、60リットルサイズのリュック4個を回収した山岳関係者によれば、全てのリュックに薄いダウンジャケットが入っており、発見現場にはツェルトが残っていたこともあり「全然軽装じゃない」と断言している。
そして、6人が栂池ヒュッテを出発した5月4日午前の白馬岳周辺は晴れ上がって汗ばむほどの気温だったが、午後から天候は急変し、降雨の後に猛烈な吹雪となったことがわかっている。また、発見地点は白馬大池を過ぎて稜線を上がった地点であり、風から隠れる場所がなく、そしてビバークのために雪洞を掘ろうとしても雪が硬すぎ、そして十分な積雪量もなく、携行したツェルトもリュックから出して使おうとした形跡が見られるに留まる状況だった。
だが医師6人という編成であり、低体温症の知識を当然持っていたはずの遭難者たちが全身が凍りついた状態で発見されたことについて、もともと遭難者全員の年齢が中高年であり低温抵抗力が落ちているところに、天候急変かつ降雨後の猛吹雪に晒されて低体温症の症状が急速に進行、判断力が低下する重症化が急激に進んだ状況で防寒装備を使用する判断タイミングを失ったことであると考えられている。
6人は全員が登山ルート上に、そしてひとかたまりになって倒れており、長野県警察の山岳救助隊員は「避難する場所もなく、天候が急変し『これはまずい』と思った時には間に合わず、歩行中に行き倒れた」と推測している。
この遭難事故は「気象遭難」に分類されるものであり、急変した厳しい気象条件の下に晒される状態に陥った結果、雨と吹雪に晒されたことによって低体温症を引き起こしたことが主な要因である。

## 事故の経緯

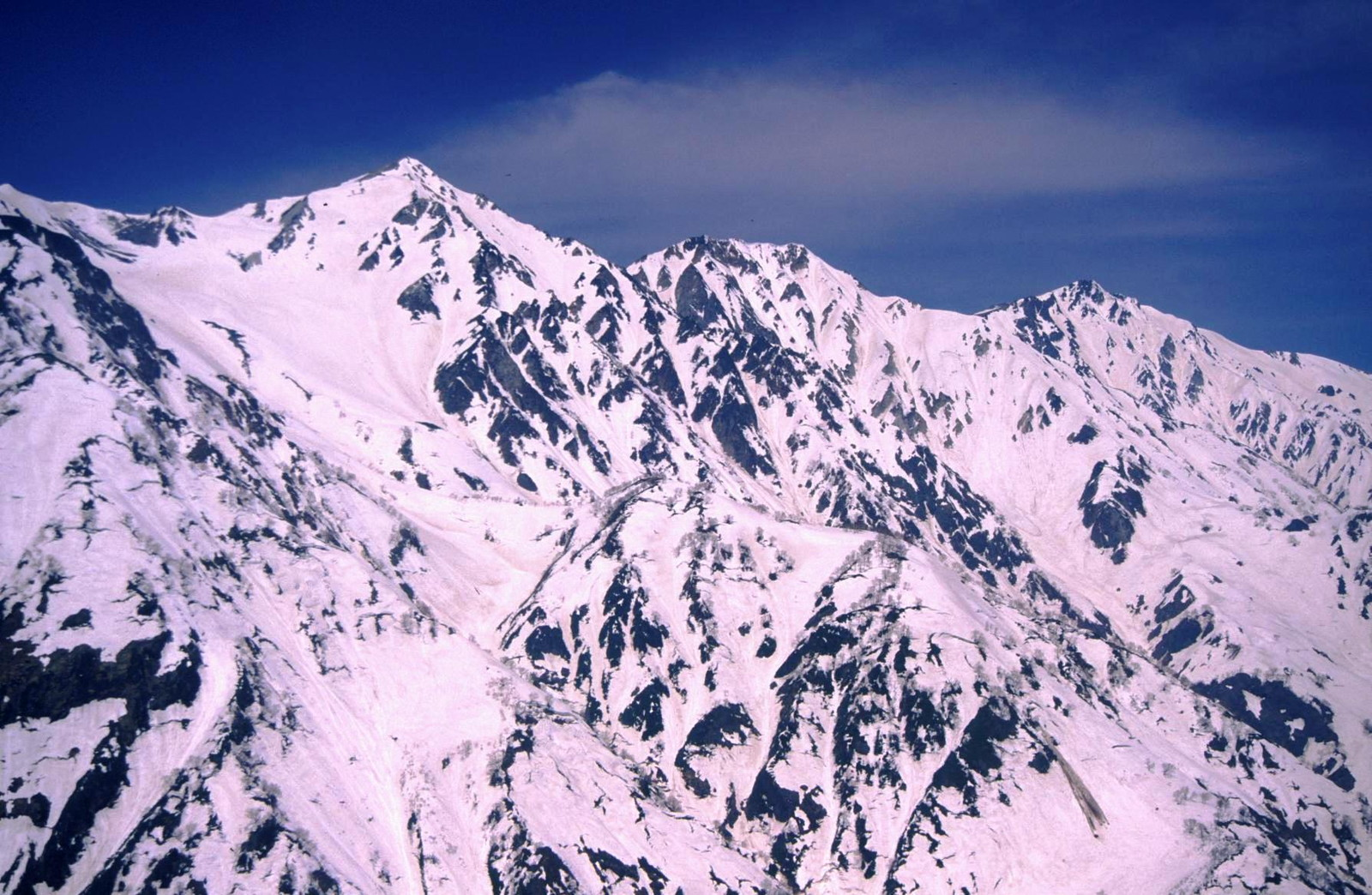
雪で覆われた白馬岳（1999年5月）

### 5月3日
北九州市の63歳から78歳の男性医師6人が、栂池高原スキー場（長野県北安曇郡小谷村）からゴンドラリフトを利用して入山し、栂池ヒュッテに1泊した。
翌5月4日の登山計画は白馬乗鞍岳、小蓮華山、白馬岳を経て白馬山荘に宿泊することを予定していた。

### 5月4日

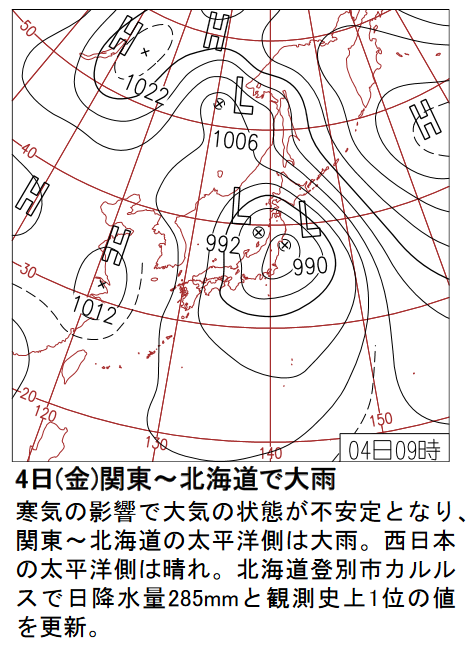
2012年（平成24年）5月4日天気図

午前5時頃、6人は栂池ヒュッテを出発。この時点の天候は晴天で無風、汗ばむほどの気温があった。しかし午後になって天候が急変し、みぞれ混じりの強風が吹き始めた。尾根は氷点下2度まで冷えたほか、風は風速20メートル以上の強風が吹き続けた。
午後1時頃、6人は小蓮華山付近で単独行の登山客に、午後1時半頃には小蓮華山から白馬大池方面に10分ほど下った地点で10人パーティの登山客に、それぞれ目撃されている。また、すれ違った登山客のうち東京の60代男性らのグループは6人が「先生、どうしましょうか」と相談している声を聞いている。
この日、天気予報は午後から天候が崩れることを予報しており、6人が出発した栂池ヒュッテによれば、6人以外にも白馬岳に別の1組が向かったものの途中下山しており、また6人以外の宿泊客も宿泊をキャンセルしたり登山計画を変更するなどして急変した天候に対処していた。そして、前述の小蓮華山で6人を見かけた単独行の登山客は6人より先行し6人とほぼ同じコースを辿って先に6人が宿泊を予定していた白馬山荘に到着しており、スタッフに対し「船越ノ頭で稜線に出たとたん、みぞれ混じりの強烈な向かい風に見舞われた」と告げている。
午後5時40分頃、「北アルプス・白馬岳を登山中の6人パーティと連絡がつかない」という届出が6人の家族から大町警察署に対してなされた。届出を受けた大町警察署の署員は6人の携帯電話に電話をかけてみたが、6人中5人にはつながらず、1人は呼び出し音はするものの応答がなかったという。

### 5月5日
午前5時40分、長野県警の捜索ヘリが松本空港を出発。しかし、現場付近には雲が掛かり、そして風も相当に強かったため、接近することができないまま帰投した。
午前8時頃になって、三国境付近を通りかかった登山者が稜線で倒れている6人の登山者を発見。白馬山荘を通じて警察に通報した。
午前8時20分頃、天候が少し回復したため、長野県警の捜索ヘリが再度現場へ向かったところ、小蓮華山で滑落した別の登山者を発見。そのため、この遭難者を救助したのち、再び現場へ引き返した。
午前9時41分、長野県警の捜索ヘリが通報のあった場所で6人が倒れているのを発見。6人中5人は1か所に集まっており、うち2人は手袋をしておらず、近くに手袋が落ちていた。もう1人はその場から滑落したらしく、100メートルほど下で倒れていた。遭難者の体の一部は厚さ10センチメートルほどの氷に覆われた氷漬けとなっており、地面に張り付いていた。そのため、救助隊員は遺体を傷つけないようにピッケルで氷を割ってヘリコプターに収容した。
遺体に付着した氷は通常の吹雪で付着するようなエビのしっぽ状ではなく、つららが成長するような形となっており、これはみぞれのような氷混じりの雪が、猛烈な風によって氷化したものと考えられている。
遺体は2人ずつ3回に分けて搬送された。遭難者の荷物も回収する予定であったが、再度ガスが立ち込めてきたため、近くにあった2つのザックを回収するのがやっとであり、残りの荷物は、後日、白馬村山岳遭難防止対策協会の隊員によって回収された。
6人の死因は、いずれも低体温症であった。